# Friedrich Buchholz (Unternehmer)
Friedrich Buchholz (* 1879; † 1949) war ein deutscher Unternehmer, der 1903 die Gewürzmühle Moguntia in Mainz gründete.

## Leben
Buchholz erlernte von 1893 bis 1895 das Metzgerhandwerk. Während seiner Wanderjahre besuchte er Betriebe in Altona, Kiel, Lindau, Braunschweig und Mainz, wobei er auch Erfahrungen in der Technologie der Fleischwaren-Herstellung sammelte. Darüber hinaus war er in Dänemark und Norwegen tätig. In diesen Wanderjahren erfand Buchholz einen Lakemesser zur Ermittlung des Salzgehaltes der Pökellake, der 1902 beim damaligen Kaiserlichen Patentamt in die Gebrauchsmusterrolle eingetragen wurde.
Als Friedrich Buchholz um 1895 in einer Mainzer Metzgerei arbeitete, erkrankte der Inhaber langfristig und Buchholz übernahm die Verantwortung für die gesamte Produktion. Dabei kam ihm die Idee, das umständliche und zeitraubende Abwiegen der je nach Wurstsorte verschiedenen Rohgewürze und Zutaten, wie es bis dato üblich war, zu vereinfachen. Er stellte für jede zu produzierende Wurstart eine spezifische Gewürzmischung zusammen, die er lediglich mit einer einzigen Abwiegung anzuwenden brauchte, anstelle seither vieler Einzelzugaben. Darüber hinaus gewährleistete Buchholz’ Methode einen gleichbleibenden Würzgeschmack.
1902 wurde das Rotfärben der Rohwurst verboten. Dadurch wurde es erforderlich, die rote Farbe der Wurst durch natürliches Röten des Fleisches herbeizuführen. Zu diesem Zweck entwickelte Buchholz sein Pökelsalz weiter.
Am 10. Mai 1903 gründete er daraufhin die Moguntia-Werke in Mainz.